# پهلرا
پِهُلْرا (به انگلیسی: Phulrraa) یک روستا در پاکستان است که در ناحیه مانسهره واقع شده‌است.